# Douglas SBD Dauntless
O Douglas SBD Dauntless foi um caça-bombardeiro naval e bombardeiro de mergulho fabricado pela Douglas Aircraft de 1940 até 1944. O SBD ("Scout Bomber Douglas") foi principal caça de escolta e bombardeiro de mergulho embarcado em porta-aviões da Marinha dos EUA durante o período da Segunda Guerra Mundial entre 1940 e 1944. Ele também foi operado pelos Fuzileiros Navais dos EUA, tanto a partir de bases terrestres como de porta-aviões. Seu primeiro uso em combate significativo foi durante a Batalha do Mar de Coral, mas o SBD Dauntless é famoso por ter sido o caça-bombardeiro que desferiu os golpes fatais contra os porta-aviões japoneses durante a Batalha de Midway, em junho de 1942. A aeronave foi  uma das mais importantes na Frente do Pacífico na Segunda Guerra, afundando mais embarcações inimigas nesse teatro do que qualquer outro bombardeiro aliado.
Durante a época em que serviu em combate, o SBD foi um excelente caça de escolta e possivelmente o melhor bombardeiro de mergulho do mundo. O modelo possuía longo alcance, boa manobrabilidade, potente carga bélica, excelente desempenho em mergulho, armamento defensivo e resistência a danos. O Dauntless era superior em muitas dessas características a seus equivalentes Junkers Ju 87 Stuka e o japonês Aichi D3A "Val". O modelo teve uma versão sem gancho de cauda, que foi operada pela Força Aérea sob a designação A-24 Banshee.